# Saint Francis College
Le Saint Francis College est un college de la ville de New York, localisé dans le quartier de Brooklyn Heights à Brooklyn. Il fut fondé en 1859 par des membres du courant des Frères franciscains. L'établissement fut la première école privée du diocèse catholique de Brooklyn. Avec environ 2 000 étudiants à temps plein en provenance de quelque 80 pays, l'université fait partie des établissements les plus diversifiés des États-Unis du point de vue culturel selon un classement du New York Times.